# Pat Perkins
Pour les articles homonymes, voir Perkins.
Patricia "Pat" Perkins (née le 3 septembre 1953) est une femme politique canadienne-écossaise en Ontario. Elle représente la circonscription fédérale ontarienne de Whitby—Oshawa à titre de députée conservatrice à partir d'une élection partielle organisée à la suite du décès de Jim Flaherty en 2014 jusqu'à 2015,.

## Biographie
Né à Glasgow en Écosse, Perkins entame une carrière publique en devenant conseillère municipale de Whitby en 1997. Servant au conseil jusqu'en 2006, elle défait le maire sortant Marcel Brunelle la même année. Servant pendant deux mandats, elle ne se représente pas lors des élections municipales de 2014 en prévision de l'élection partielle imminente.
Élu lors de l'élection partielle en 2014, elle siège au comité permanent sur les Ressources naturelles et sur le Statut de la femme. Son mandat est de courte durée, car elle est défaite par la libérale Celina Caesar-Chavannes dans la nouvelle circonscription de Whitby en 2015.